# Темба Дламини
Абсалом Темба Дламини (рођен 1950) је бивши премијер Свазиленда (од 26. новембра 2003. до 18. септембра 2008). Он је генерални директор Tibiyo Taka Ngwane.